# Esclaves (film)
Pour les articles homonymes, voir Esclaves.
Pour plus de détails, voir Fiche technique et Distribution.
Esclaves (Slaves)  est un film américain réalisé par Herbert J. Biberman et sorti en 1969.

## Synopsis
La révolte de Luke, jeune esclave noir du Kentucky, qui va rallier d’autres esclaves à sa cause, dont Cassy, la maîtresse du cynique exploitant cotonnier MacKay.

## Fiche technique
- Titre : Esclaves
- Titre alternatif : La Maîtresse noire
- Titre original : Slaves
- Réalisation : Herbert J. Biberman
- Scénario : Herbert J. Biberman, John O. Killens, Alida Sherman
- Musique : Bobby Scott
- Direction de la photographie : Joseph C. Brun
- Décors : Burr Smidt
- Costumes : Laurence Gross, Robert Magahay
- Montage : Sidney Mayers
- Pays d'origine :  États-Unis
- Langue de tournage : anglais
- Producteur : Philip Langner
- Sociétés de production : Slaves Company, Theatre Guild
- Société de distribution : Continental Distributing
- Format : couleur par Eastmancolor — monophonique — 35 mm
- Genre : drame
- Durée : 110 min
- Date de sortie :
  -  France (Festival de Cannes) : 8 mai 1969
  -  États-Unis (New York) : 2 juillet 1969

## Distribution
- Dionne Warwick : Cassy
- Ossie Davis : Luke
- Stephen Boyd (VF : Dominique Paturel) : MacKay
- Marilyn Clark : Mrs. Bennett
- Nancy Coleman : Mrs. Stillwell

## Nomination
- Festival de Cannes 1969 : sélection officielle en compétition[1]